# 大滝みや子
大滝 みや子（おおたき みやこ）は、日本のシステムエンジニア、予備校講師。日本工学院八王子専門学校講師。株式会社デザイア・プラス社長。

## 経歴
IT企業で地球科学分野を中心としたソフトウェア開発に従事した後、日本工学院八王子専門学校の教員に着任。
主な担当科目はC言語、データベース、統計学、離散数学など。現在は情報処理技術者試験やオラクルマスターなどの資格対策講座も担当している。
1998年（平成10年）より資格試験の対策テキストの執筆を始める。
2017年（平成29年）10月より、株式会社デザイア・プラス社長に就任。

## 人物像
- 幼少期好きだった教科は数学。
- 趣味は海外旅行とF1観戦。
  - 好きなF1ドライバーはキミ・ライコネン。
- 洋楽好きである。好きなアーティストはフレディ・マーキュリーとマイケル・ジャクソン。

## 著作
- 「応用情報技術者　合格教本」（技術評論社）
- 「応用情報技術者　試験によくでる問題集【午前】」（技術評論社）
- 「応用情報技術者　試験によくでる問題集【午後】」（技術評論社）
- 「改訂版　要点早わかり 応用情報技術者 ポケット攻略本」（技術評論社）
- 「基本情報技術者 かんたんアルゴリズム解法 ―流れ図と擬似言語―（第3版）」（リックテレコム）
- 「ソフトウェア開発技術者 大滝みや子先生のアルゴリズム教科書―よくわかる擬似言語」（リックテレコム）
- 「基本情報技術者　スピードアンサー 338」（翔泳社）
- 「基本情報技術者　午前の集中学習」（オーム社）
- 「基本情報技術者　午後の集中学習」（オーム社）
- 「基本情報　SQLドリル」（実教出版）
- 「基本情報＋ITパスポート　計算ドリル」（実教出版）
- 「アルゴリズムと表計算 : 基本情報技術者試験」（実教出版） - 月江伸弘との共著

その他多数